# Bożidar Dimitrow
Bożidar Dimitrow Stojanow, bułg. Божидар Димитров Стоянов (ur. 3 grudnia 1945 w Sozopolu, zm. 1 lipca 2018 w Sofii) – bułgarski historyk, urzędnik państwowy i polityk, długoletni dyrektor Narodowego Muzeum Historycznego w Sofii, działacz Bułgarskiej Partii Socjalistycznej oraz partii GERB, poseł do Zgromadzenia Narodowego, w latach 2009–2011 minister bez teki do spraw diaspory w rządzie Bojka Borisowa.

## Życiorys
Urodził się w rodzinie uchodźców z Tracji Wschodniej. Ukończył szkołę średnią w rodzinnej miejscowości, pracował we flocie rybackiej. W 1974 został absolwentem historii i archeologii na Uniwersytecie Sofijskim im. św. Klemensa z Ochrydy. Kształcił się następnie w zakresie paleografii w Paryżu i Watykanie. Doktoryzował się w zakresie historii, opublikował ponad 200 pozycji naukowych. W okresie komunistycznym był tajnym współpracownikiem służb specjalnych, co ujawniono w 2009.
Przez wiele lat związany z Narodowym Muzeum Historycznym w Sofii. W latach 1994–1998 po raz pierwszy pełnił funkcję jego dyrektora. Został odwołany przez minister kultury Emmę Moskową na skutek konfliktu z prezydentem Petyrem Stojanowem dotyczącego kwestii zwrot do klasztoru Zografu wywiezionego nielegalnie do Bułgarii rękopisu Słowianobułgarskiej historii. Powrócił na stanowisko dyrektora w 2001, zajmując je do 2009. Wcześniej w 2000 wydał publikację Desette łyżi na makedonizma (pol. Dziesięć kłamstw macedonizmu), która wzbudziła kontrowersje zwłaszcza wśród Macedończyków.
Działał również politycznie, należał do Bułgarskiej Partii Socjalistycznej, wchodził w skład władz tego ugrupowania. Został zawieszony w prawach członka partii, gdy w kampanii na burmistrza Sofii w 2005 poparł Bojka Borisowa. W wyborach parlamentarnych w 2009 z listy założonej przez tegoż partii Obywatele na rzecz Europejskiego Rozwoju Bułgarii uzyskał mandat posła do Zgromadzenia Narodowego 41. kadencji. W lipcu tegoż roku przyjął propozycję wejścia do jego rządu Bojka Borisowa na stanowisko ministra bez teki, odpowiedzialnego za sprawy Bułgarów mieszkających poza granicami kraju. Funkcję tę pełnił do lutego 2011. W latach 2011–2017 ponownie był dyrektorem Narodowego Muzeum Historycznego w Sofii.